# Trichilia tuberculata
Trichilia tuberculata är en tvåhjärtbladig växtart som först beskrevs av Tr. & Pl., och fick sitt nu gällande namn av C. Dc.. Trichilia tuberculata ingår i släktet Trichilia och familjen Meliaceae. Inga underarter finns listade i Catalogue of Life.